# Villa Malaparte

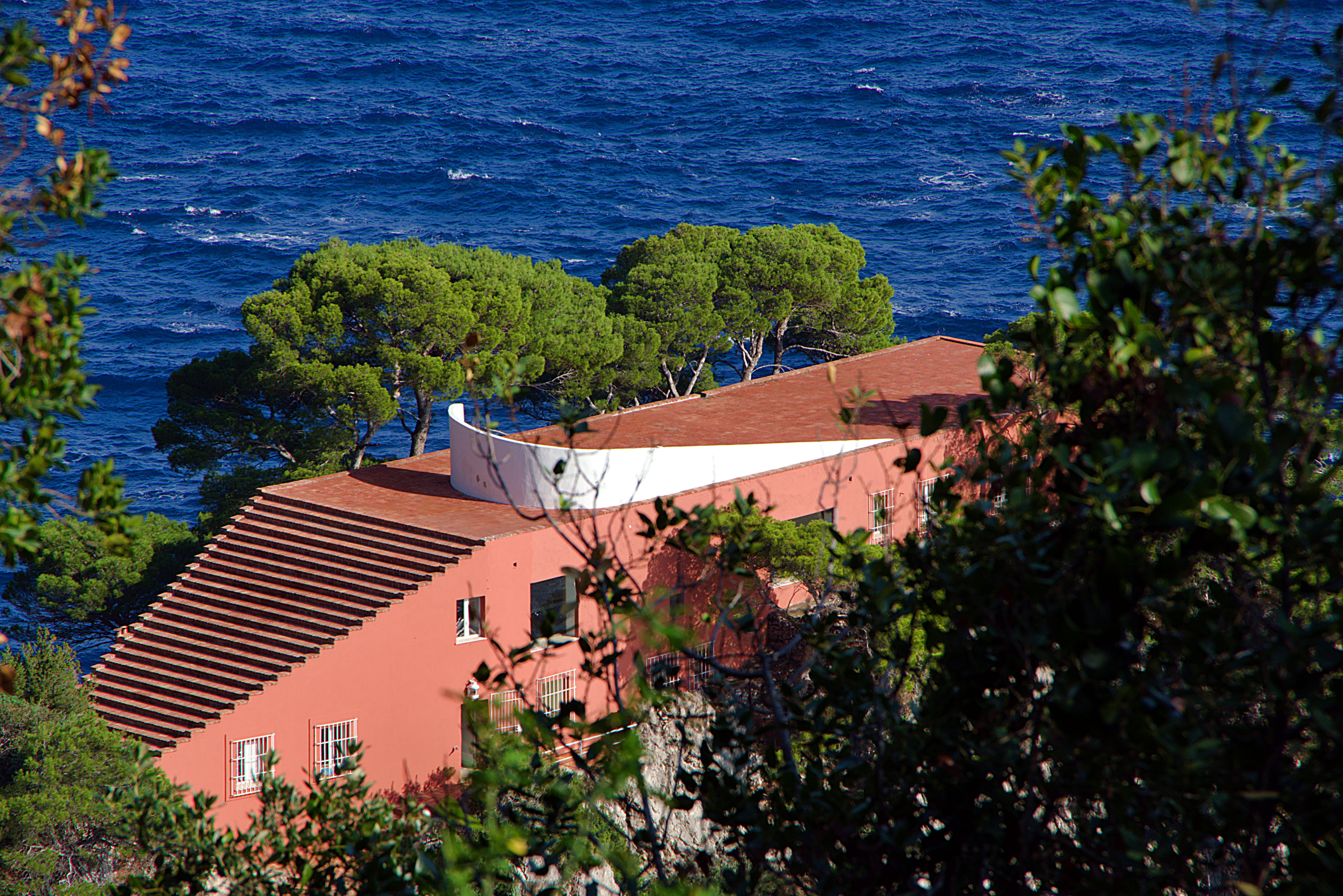
Villa Malaparte, Links is de trap naar het dakterras zichtbaar

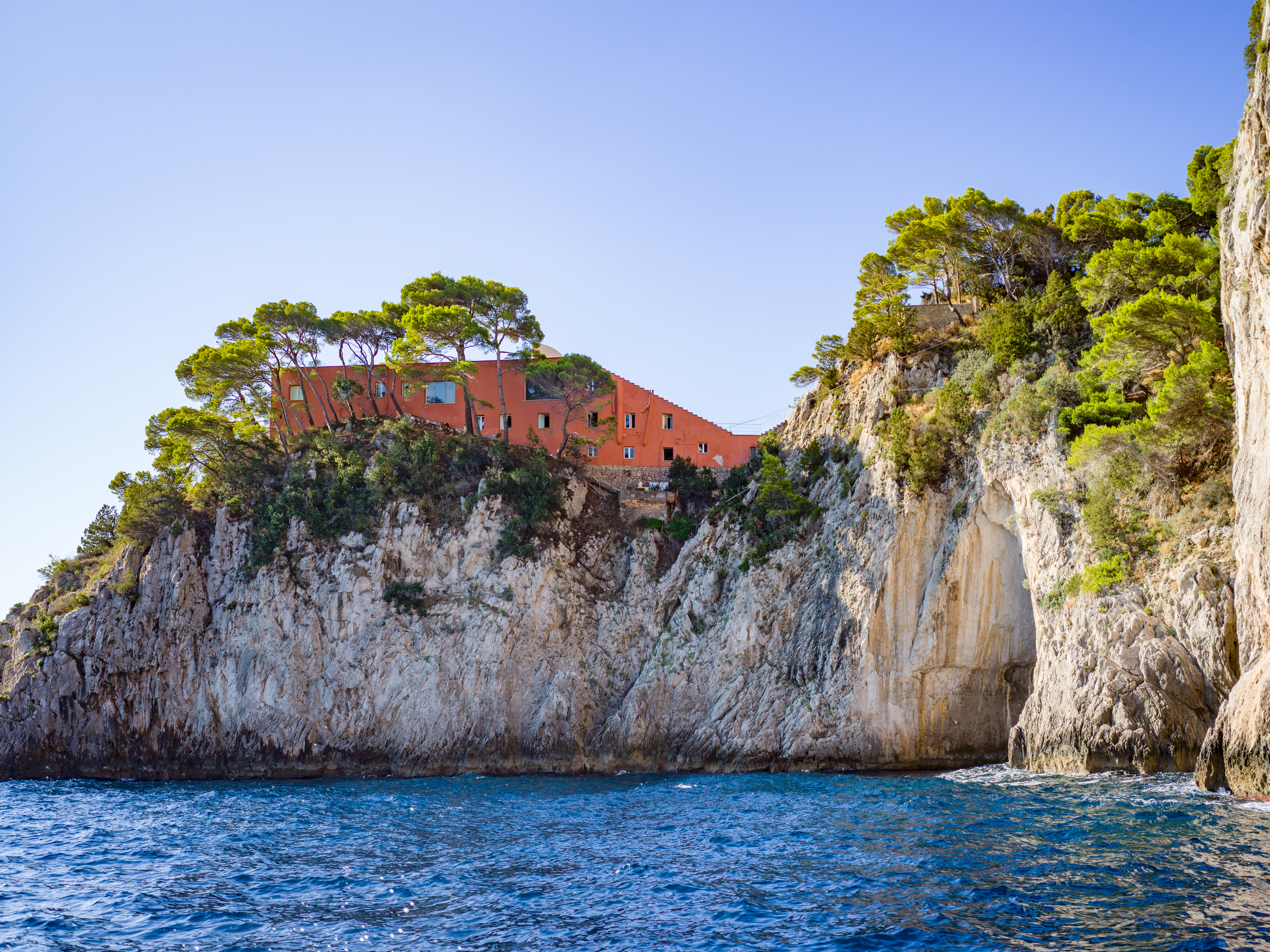
De villa gezien vanuit het noorden

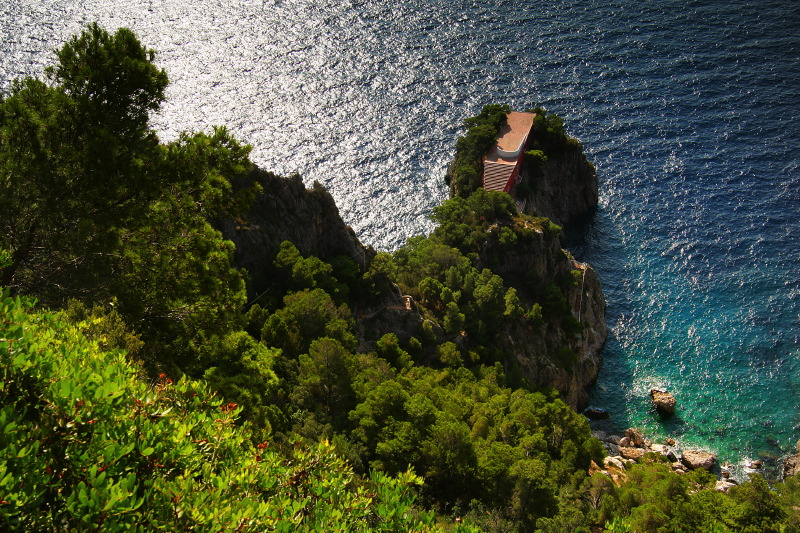
De villa vanuit de lucht. Langs de rotsen zijn de trappen naar boven en naar het water te zien

Villa Malaparte (ook Casa Malaparte genoemd) is een villa op een 32 meter hoge klif aan de oostkant van het Italiaanse eiland Capri. Deze werd gebouwd in de periode 1938-1940 en is een voorbeeld van de moderne Italiaanse architectuur uit die tijd. Het huis werd ontworpen door Adalberto Libera maar gebouwd door de eigenaar Curzio Malaparte zelf.
Het huis is over de rotsen heen gebouwd. Onder de schuin oplopende gevel loopt een trap waarmee de centrale bovenliggende salon te bereiken is. Vandaaruit loopt een trap naar het dakterras.
Casa Malaparte is alleen te voet en per boot bereikbaar. Het voetpad loopt vanaf La Piazzetta in het dorp Capri en het laatste stuk gaat over een trap die in de rotsen is uitgehakt. De wandeling duurt zo'n anderhalf uur. Boten kunnen alleen aanleggen als de zee rustig is.
Het huis is niet meer bewoond sinds de dood van Curzio Malaparte in 1957. In 1963 werd het huis als decor gebruikt in de Frans-Italiaanse film Le Mépris, met Brigitte Bardot in de hoofdrol. Na die tijd is het huis in verval geraakt. In de jaren tachtig en negentig werd het huis gerenoveerd. Het is nu een studieobject.
- Gemeinsame Normdatei: 4501756-6